# Aver Roma
Aver Roma (romsky Jiní Romové) je spolek působící na Sídlišti Chanov zaměřený na zlepšování podmínek života místních obyvatel. Celý oficiální název spolku byl ke konci roku 2022 z.s. AVERROMA (jiní Romové).

## Historie a aktivity
Spolek vznikl v roce 2011 a jeho primární aktivitou byl Fotbalový klub Chanov. FK Chanov byl založen s cílem pracovat s mládeží a současně zajišťovat v rámci sportovních akcí také kontakt mezi jinak relativně izolovanou romskou komunitou a majoritní společností. Po skončení aktivní činnosti klubu byl spolek dva roky v útlumu. Jeho aktivní činnost byla obnovena v souvislosti s plánovanými demolicemi domů v Chanově a jejich plánovaným nahrazením kontejnerovými budovami. Spolek se začal věnovat organizaci kroužků, doučování, komunitním aktivitám a svépomocné samosprávné organizaci obyvatel. K roku 2021 si spolek od města pronajímal nevyužívanou část budovy mateřské školy jako zázemí pro své aktivity.
Od března 2019 se v klubovní místnosti spolku nachází také Knihovna Josefa Serinka. Tato kolekce knih romských autorů a knih o emancipaci menšin vznikla již v únoru 2018 pod názvem Romafuturismo a původně byla umístěna v prostorách pražské galerie Tranzit.
Jedním ze zakladatelů spolku je František Nistor, který byl k roku 2022 jeho předsedou. Kromě něj ve spolku působí další místní lidé a spolek volně spolupracuje s dalšími místními obyvateli.